# Winthrop Davenport
Winthrop „Wink“ Davenport (* 12. April 1942 in Santa Monica; † 3. Mai 2022) war ein US-amerikanischer Volleyballspieler und -schiedsrichter.

## Leben
Winthrop Davenport begann Ende der 1950er-Jahre beim YMCA Binghamton mit dem Volleyballspielen. Mit der Volleyballnationalmannschaft der Vereinigten Staaten gewann er die Goldmedaille bei den Panamerikanischen Spielen 1967 und belegte bei den Olympischen Sommerspielen 1968 den siebten Platz.
1971 beendete er seine aktive Laufbahn und wurde Schiedsrichter. Neben Spielen bei Weltmeisterschaften war er unter anderem auch bei den Olympischen Sommerspielen 1988 in dieser Funktion tätig. Darüber hinaus war Davenport von 1971 bis 1977 im Vorstand der US Volleyball Association und fungierte von 1973 bis 1976 als deren Vizepräsident. Als Schiedsrichterdelegierter nahm er bei den Olympischen Sommerspielen 1996 teil.
Seine Tochter ist die Tennisspielerin Lindsay Davenport.